# Phase à élimination directe de la Coupe du monde de rugby à XV 2003
La phase à élimination directe de la Coupe du monde de rugby à XV 2003 oppose les huit équipes qualifiées à l'issue du premier tour. Ces équipes se rencontrent dans des matchs à élimination directe à partir des quarts de finale.

## Tableau
Après la phase de groupe, huit équipes sont qualifiées à raison de deux par groupe :
| Poule A      | Poule B   | Poule C           | Poule D             |
| ------------ | --------- | ----------------- | ------------------- |
| 1. Australie | 1. France | 1. Angleterre     | 1. Nouvelle-Zélande |
| 2. Irlande   | 2. Écosse | 2. Afrique du Sud | 2. Pays de Galles   |

|  | Quarts de finale                        | Quarts de finale                        |                                        |                                        | Demi-finales                           | Demi-finales                           |    |  | Finale                                 | Finale                                 |
|  | Quarts de finale                        | Quarts de finale                        |                                        |                                        | Demi-finales                           | Demi-finales                           |    |  | Finale                                 | Finale                                 |
|  |                                         |                                         |                                        |                                        |                                        |                                        |    |  |                                        |                                        |
|  | 8 novembre au Telstra Dome, Melbourne   | 8 novembre au Telstra Dome, Melbourne   |                                        |                                        | 15 novembre au Telstra Stadium, Sydney | 15 novembre au Telstra Stadium, Sydney |    |  | 22 novembre au Telstra Stadium, Sydney | 22 novembre au Telstra Stadium, Sydney |
|  | 8 novembre au Telstra Dome, Melbourne   | 8 novembre au Telstra Dome, Melbourne   |                                        |                                        | 15 novembre au Telstra Stadium, Sydney | 15 novembre au Telstra Stadium, Sydney |    |  | 22 novembre au Telstra Stadium, Sydney | 22 novembre au Telstra Stadium, Sydney |
|  | Nouvelle-Zélande                        | 29                                      |                                        |                                        | 15 novembre au Telstra Stadium, Sydney | 15 novembre au Telstra Stadium, Sydney |    |  | 22 novembre au Telstra Stadium, Sydney | 22 novembre au Telstra Stadium, Sydney |
|  | Nouvelle-Zélande                        | 29                                      |                                        |                                        | 15 novembre au Telstra Stadium, Sydney | 15 novembre au Telstra Stadium, Sydney |    |  | 22 novembre au Telstra Stadium, Sydney | 22 novembre au Telstra Stadium, Sydney |
|  | Afrique du Sud                          | 9                                       |                                        |                                        | 15 novembre au Telstra Stadium, Sydney | 15 novembre au Telstra Stadium, Sydney |    |  | 22 novembre au Telstra Stadium, Sydney | 22 novembre au Telstra Stadium, Sydney |
|  | Afrique du Sud                          | 9                                       | Nouvelle-Zélande                       | 10                                     |                                        |                                        |    |  | 22 novembre au Telstra Stadium, Sydney | 22 novembre au Telstra Stadium, Sydney |
|  | 8 novembre au Suncorp Stadium, Brisbane |                                         | Nouvelle-Zélande                       | 10                                     |                                        |                                        |    |  | 22 novembre au Telstra Stadium, Sydney | 22 novembre au Telstra Stadium, Sydney |
|  |                                         | Australie                               | 22                                     |                                        |                                        |                                        |    |  | 22 novembre au Telstra Stadium, Sydney | 22 novembre au Telstra Stadium, Sydney |
|  | Australie                               | Australie                               | 22                                     | 33                                     |                                        |                                        |    |  | 22 novembre au Telstra Stadium, Sydney | 22 novembre au Telstra Stadium, Sydney |
|  | Australie                               |                                         |                                        | 33                                     |                                        |                                        |    |  | 22 novembre au Telstra Stadium, Sydney | 22 novembre au Telstra Stadium, Sydney |
|  | Écosse                                  | 16                                      |                                        |                                        |                                        |                                        |    |  | 22 novembre au Telstra Stadium, Sydney | 22 novembre au Telstra Stadium, Sydney |
|  | Écosse                                  | 16                                      | Australie                              | 17                                     |                                        |                                        |    |  |                                        |                                        |
|  | 9 novembre au Telstra Dome, Melbourne   |                                         | Australie                              | 17                                     |                                        |                                        |    |  |                                        |                                        |
|  |                                         | Angleterre                              | 20                                     |                                        |                                        |                                        |    |  |                                        |                                        |
|  | France                                  | Angleterre                              | 20                                     | 43                                     |                                        |                                        |    |  |                                        |                                        |
|  | France                                  | 16 novembre au Telstra Stadium, Sydney  |                                        | 43                                     |                                        |                                        |    |  |                                        |                                        |
|  | Irlande                                 | 21                                      |                                        |                                        |                                        |                                        |    |  |                                        |                                        |
|  | Irlande                                 | 21                                      | France                                 | 7                                      |                                        |                                        |    |  |                                        |                                        |
|  | 9 novembre au Suncorp Stadium, Brisbane | 9 novembre au Suncorp Stadium, Brisbane | France                                 | 7                                      | Match pour la 3e place                 | Match pour la 3e place                 |    |  |                                        |                                        |
|  | 9 novembre au Suncorp Stadium, Brisbane | 9 novembre au Suncorp Stadium, Brisbane |                                        | Angleterre                             | Match pour la 3e place                 | Match pour la 3e place                 | 24 |  |                                        |                                        |
|  | Angleterre                              | 28                                      | 20 novembre au Telstra Stadium, Sydney | 20 novembre au Telstra Stadium, Sydney |                                        |                                        | 24 |  |                                        |                                        |
|  | Angleterre                              | 28                                      | 20 novembre au Telstra Stadium, Sydney | 20 novembre au Telstra Stadium, Sydney |                                        |                                        |    |  |                                        |                                        |
|  | Pays de Galles                          | 17                                      |                                        | Nouvelle-Zélande                       | 40                                     |                                        |    |  |                                        |                                        |
|  | Pays de Galles                          | 17                                      |                                        | Nouvelle-Zélande                       | 40                                     |                                        |    |  |                                        |                                        |
|  |                                         |                                         |                                        |                                        |                                        |                                        |    |  | France                                 | 13                                     |
|  |                                         |                                         |                                        |                                        |                                        |                                        |    |  | France                                 | 13                                     |

## Finale
(mt : 5 – 14)
Points marqués : 
- Australie : 1 essai de Tuqiri (6e) et 4 pénalités de Flatley (47e, 61e, 80e, 97e)
- Angleterre : 1 essai de Robinson (38e) ; 4 pénalités de Wilkinson (11e, 20e, 28e, 82e) et 1 drop de Wilkinson (99e)

Évolution du score : 
Arbitre : André Watson 
Résumé
| Australie Titulaires Bill Young 15 Brendan Cannon 14 Al Baxter 13 Justin Harrison 12 Nathan Sharpe 11 George Smith 10 Phil Waugh 9 David Lyons 8 (cap.) George Gregan 7 Stephen Larkham 6 Lote Tuqiri 5 Elton Flatley 4 Stirling Mortlock 3 Wendell Sailor 2 Mat Rogers 1 Remplaçants Jeremy Paul 16 Matt Dunning 17 David Giffin 18 Matthew Cockbain 19 Chris Whitaker 20 Matt Giteau 21 Joe Roff 22 |  |  |  | Angleterre Titulaires 15 Trevor Woodman 14 Steve Thompson 13 Phil Vickery 12 Martin Johnson (cap.) 11 Ben Kay 10 Richard Hill 9 Neil Back 8 Lawrence Dallaglio 7 Matt Dawson 6 Jonny Wilkinson 5 Ben Cohen 4 Mike Tindall 3 Will Greenwood 2 Jason Robinson 1 Josh Lewsey Remplaçants 16 Dorian West 17 Jason Leonard 18 Martin Corry 19 Lewis Moody 20 Kyran Bracken 21 Mike Catt 22 Iain Balshaw |